# Lisbon Challenger 2000
Il Lisbon Challenger 2000 è stato un torneo di tennis facente parte della categoria ATP Challenger Series nell'ambito dell'ATP Challenger Series 2000. Il torneo si è giocato a Lisbona in Portogallo dal 13 al 19 marzo 2000 su campi in terra rossa.

## Vincitori

### Singolare
David Sánchez ha battuto in finale  Jiří Vaněk con il punteggio di 6–4, 3–6, 6–2

### Doppio
João Cunha e Silva /  Nuno Marques hanno battuto in finale  Salvador Navarro /  Tommy Robredo con il punteggio di 7–5, 6–4